# Giovanni Bezzi
Giovanni Bezzi d'Aubrey (Desana, 8 aprile 1796 – Sirone, 7 febbraio 1879) è stato un politico italiano.

## Biografia
Fu deputato del Regno di Sardegna in due legislature, precisamente nella V e nella VII, eletto rispettivamente nei collegi di Trino e di Mombello.